# Großer Preis von Frankreich 1938
Der XXXII. Große Preis von Frankreich (XXXII Grand Prix de l’Automobile Club de France) fand am 3. Juli 1938 auf dem Circuit de Reims-Gueux in Frankreich statt. Als Grande Épreuve zählte das Rennen zur Grand-Prix-Europameisterschaft 1938 und wurde nach den Bestimmungen der geänderten Internationalen Grand-Prix-Formel (i. W. Rennwagen bis 3 Liter Hubraum mit Kompressor und bis 4,5 Liter Hubraum ohne Kompressor; Mindestgewicht 850 kg; Renndistanz mindestens 500 km) über 64 Runden à 7,826 km ausgetragen, was einer Gesamtdistanz von 500,86 km entsprach.
Sieger wurde Manfred von Brauchitsch auf einem Mercedes-Benz W 154.

## Das Rennen
1936 und 1937 war der Grand Prix de l’ACF angesichts der Aussichtslosigkeit des Erfolgs einer einheimischen Rennwagenmarke als Sportwagenrennen ausgetragen und mit Talbot, Delahaye und Bugatti von drei französischen Herstellern dominiert worden. Für 1938 waren aufgrund des neuen Reglements die dabei verwendeten Motoren – Saugmotoren bis maximal 4,5 Liter Hubraum – nun auch als Alternative zu den auf 3 Liter Hubraum begrenzten Kompressormotoren für die Grand-Prix-Klasse zugelassen. In Verkennung der wahren Leistungsunterschiede zwischen den beiden Kategorien wagte der französische Automobilclub ACF damit die Rückkehr in die höchste Motorsportkategorie. Als Austragungsort wurde erstmals seit 1932 wieder der schnelle Dreiecksstraßenkurs von Reims-Gueux gewählt.
Bereits im Training wurde jedoch schnell klar, dass die neuen Mercedes-Benz-W-154-Silberpfeile mit dem Erfolgstrio Rudolf Caracciola als amtierendem Europameister, Manfred von Brauchitsch und Hermann Lang kaum etwas zu befürchten haben würden. Der Rennstall der Auto Union war nach dem tödlichen Unfall seines einzigen Weltklassefahrers Bernd Rosemeyer bei einem Rekordversuch zu Jahresbeginn ebenso im Hintertreffen wie das Alfa-Romeo-Team. Alfa Romeo hatte nach dem Weggang von Tazio Nuvolari im Anschluss an das Rennen von Pau, wo sein Wagen im Training Feuer gefangen hatte, ebenfalls keinen Top-Fahrer mehr.
Im Gegensatz zu Alfa Romeo, wo man sich angesichts der vorangegangenen Fehlschläge – neben der Begebenheit in Pau war beim Rennen in Tripolis bei einem Unfall Eugenio Siena ums Leben gekommen und auch der neue Spitzenfahrer Giuseppe Farina in den tödlichen Unfall des ungarischen Piloten László Hartmann verwickelt gewesen – stellte sich das Team der Auto Union zumindest der Konkurrenz und war für den schnellen Kurs mit seinen langen Geraden sogar mit zwei Stromlinienrennwagen nach Art der 1937 beim Avusrennen eingesetzten Fahrzeuge angereist. Die bisherigen Reserve- und Nachwuchsfahrer Rudolf Hasse und Hermann Paul „H.P.“ Müller waren damit jedoch überfordert und hatten schon im Training zwei schwere Unfälle. Fürs Rennen wurden daher zwei Interimsmodelle – Auto-Union-Typ-C-Chassis aus dem Vorjahr mit dem neuen V12-Motor des Auto Union Typ D – eingesetzt und der verletzte Müller durch Christian Kautz ersetzt.
Doch auch diese Maßnahmen änderten nicht allzu viel; denn noch vor Ablauf der ersten Rennrunde schieden beide Auto-Union-Rennwagen nach Fahrfehlern ihrer Piloten bereits aus. Auch Jean-Pierre Wimilles einzigen Bugatti und dem SEFAC von Eugène Chaboud war kein längerer Verbleib beschieden, sodass die drei Mercedes-Fahrer ab diesem Zeitpunkt praktisch für das gesamte Rennen unter sich waren, abgesehen von den beiden Talbot-Sportwagen von Philippe Étancelin und René Carrière, die aber vom Führungstrio im Durchschnitt alle sechs Umläufe einmal überrundet wurden.
Angesichts dieser Umstände hob Mercedes-Rennleiter Alfred Neubauer die vorab festgelegte Stallorder für seine drei Fahrer auf, um dem Publikum wenigstens ein Mindestmaß an Spannung zu bieten. Caracciola lag zunächst in Führung, doch als an seinem Auto ein Zylinder ausfiel und auch Lang wegen Blasenbildung in der Kraftstoffzufuhr einen längeren Boxenstopp einlegen musste, kam von Brauchitsch ab der zweiten Rennhälfte nach vorn und konnte bis zum Ende von Caracciola und Lang nicht mehr eingeholt werden. Einziger weiterer Teilnehmer in der Wertung war Carrière, der mit seinem Talbot mit zehn Runden Rückstand den vierten Platz belegte.

## DerFonds de Course
Um die französische Automobilindustrie im Kampf gegen die staatlich geförderten deutschen und italienischen Rennställe zu unterstützen, war schon 1935 mit dem Fonds de Course ein aus öffentlichen Sammlungen und den Gebühren für die Vergabe von Rennlizenzen finanzierter nationaler Fonds eingerichtet worden, dessen Mittel in Höhe von etwa einer Million Francs nun zur Auszahlung kamen. Voraussetzung für die Zuteilung war, dass ein Fahrzeug des betreffenden Herstellers auf der Rennbahn von Linas-Montlhéry über eine Distanz von 200 km eine um 2 % bessere Durchschnittszeit als der letzte Grand-Prix-Sieger an diesem Ort, Louis Chiron 1935 auf Alfa Romeo, erzielte. Außerdem war die Teilnahme am diesjährigen Grand Prix von Frankreich Pflicht.
In der Zwischenzeit war der Leistungsstand der internationalen Grand-Prix-Konstruktionen jedoch sprunghaft gestiegen und außerdem hatte es um die Verteilung der Mittel aus dem Fonds im Vorfeld einige Konflikte gegeben. Obwohl die Ecurie Bleue, der Rennstall des in Frankreich ansässigen US-amerikanischen Rennfahrerehepaars Laury und Lucy O’Reilly Schell, mit einem umgebauten Sportwagenmodell vom Typ Delahaye 145 zu Saisonbeginn zwei Siege in internationalen Rennen feiern konnte – darunter in Pau sogar einen sensationellen Erfolg über Mercedes-Benz – und außerdem mit dem Modell 155 bei Delahaye auch einen Monoposto-Rennwagen in Auftrag gegeben hatte, ging das Team bei der Vergabe der Fördergelder leer aus. Aus Protest zogen die Schells die Teilnahme am französischen Grand Prix umgehend zurück und siedelten mit ihrem Team später nach Monte Carlo um, um fortan unter monegassischer Lizenz anzutreten.
Stattdessen wurde, offenbar in Erinnerung an frühere „Verdienste“ um den Grand-Prix-Sport, der Fonds zwischen Bugatti und Talbot aufgeteilt. Bei Talbot handelte es sich im Prinzip nur noch um ein Rumpf-Unternehmen, das der britisch-italienische Unternehmer Anthony Lago aus der Konkursmasse des früheren Sunbeam-Talbot-Darracq-Konzerns herausgekauft hatte und das weit entfernt von den Möglichkeiten operierte, die 1927 zum Gewinn der Automobil-Weltmeisterschaft geführt hatten. Obwohl das angekündigte Grand-Prix-Modell niemals über das Entwurfsstadium hinauskam und Philippe Étancelin wie auch René Carrière im Grand Prix mit älteren Talbot-T150C-Sportwagenmodellen antreten mussten, kamen dafür 600.000 Francs zur Auszahlung. Immerhin war Carrière neben dem siegreichen Mercedes-Trio der einzige Fahrer, der das Rennen – wenn auch mit zehn Runden Rückstand – in Wertung beenden konnte.
Auch das Grand-Prix-Team von Bugatti war, nicht zuletzt aufgrund der wirtschaftlichen Schieflage des Unternehmens, nur noch ein Schatten früherer Erfolge. Das „neue“ Grand-Prix-Modell Bugatti Type 59/50B3 war im Grunde nur ein vom Zwei- zum Einsitzer umgerüsteter Bugatti Type 59 mit neuem Leichtmetallmotor, aber nahezu unverändertem Fahrwerk, das mit Starrachsen und Seilzugbremsen schon 1933 bei seinem Erscheinen technisch veraltet war. Dennoch genügte dies, um das Komitee zur Auszahlung von 400.000 Francs aus dem Fonds de Course zu überzeugen, und nach dem beschämenden Auftritt von Jean-Pierre Wimille, der mit dem einzigen verfügbaren Modell in Reims schon in der ersten Runde mit einer gebrochenen Ölleitung aufgeben musste, war Bugatti fortan auf den Grand-Prix-Strecken nicht mehr zu sehen.
Die Aussichten auf staatliche Fördergelder hatten schließlich auch den SEFAC noch einmal auf den Plan gerufen, ein schon 1935 gescheiterter Versuch eines französischen Nationalrennwagens. Der Wagen war damals bei seinem ersten und seitdem einzigen Auftritt beim französischen Grand Prix auffallend langsam und sein Gewicht lag weit über dem zulässigen Maximum, so dass eine Rennteilnahme unmöglich schien. Nun stellte sich heraus, dass das Auto mit seinem aufgeladenen 3-Liter-Motor unter die Bestimmungen der neuen Rennformel fiel – das vorgeschriebene Mindestgewicht von 850 kg stellte kein größeres Problem dar – so dass es zur Teilnahme am Großen Preis von Frankreich 1938 kam und Eugène Chaboud immerhin eine volle Runde zurücklegen, bevor er das Auto mit einem Defekt abstellen musste.

## Meldeliste
| Team                                                      | Nr. | Fahrer                  | Info  | Chassis                   | Motor                                   | Reifen |
| --------------------------------------------------------- | --- | ----------------------- | ----- | ------------------------- | --------------------------------------- | ------ |
| Automobiles Talbot                                        | 02  | Philippe Étancelin      |       | Talbot-Lago T150C/T26SS a | Talbot-Lago T26 4.5L I6                 |        |
| Automobiles Talbot                                        | 04  | René Carrière           |       | Talbot-Lago T150C/T26SS a | Talbot-Lago T26 4.5L I6                 |        |
| Automobiles Talbot                                        | 06  | Fahrer nicht benannt    | DNA   | Talbot-Lago T150C/T26SS a | Talbot-Lago T26 4.5L I6                 |        |
| Automobiles Delage                                        | 08  | Joseph Paul             | DNA b | Delage „145“ c            | Delage/Delahaye 145 4.5L V12            |        |
| Automobiles Delage                                        | 08  | Robert Mazaud           | DNA d | Delage „145“ c            | Delage/Delahaye 145 4.5L V12            |        |
| Société d’Etude et de Fabrication d’Automobiles de Course | 10  | Eugène Chaboud          |       | SEFAC                     | SEFAC 2.8L 2 x V4 Kompressor            |        |
| Officine A. Maserati                                      | 12  | Achille Varzi           | DNA   | Maserati 8CTF             | Maserati 8CTF 3.0L I8 Kompressor        |        |
| Officine A. Maserati                                      | 14  | Carlo Felice Trossi     | DNA   | Maserati 8CTF             | Maserati 8CTF 3.0L I8 Kompressor        |        |
| Auto Union AG                                             | 16  | Christian Kautz e       |       | Auto Union Typ C/D f      | Auto Union 3.0L V12 Kompressor          |        |
| Auto Union AG                                             | 18  | Rudolf Hasse            |       | Auto Union Typ C/D f      | Auto Union 3.0L V12 Kompressor          |        |
| Auto Union AG                                             | 20  | Hermann Paul Müller     | DNS g | Auto Union Typ C/D f      | Auto Union 3.0L V12 Kompressor          |        |
| Auto Union AG                                             |     | Ulrich Bigalke          | RES   |                           |                                         |        |
| Automobiles E. Bugatti                                    | 22  | Jean-Pierre Wimille     |       | Bugatti T59/50B3          | Bugatti Type 50B3 3.0L I8 Kompressor    |        |
| Daimler-Benz AG                                           | 24  | Rudolf Caracciola       |       | Mercedes-Benz W 154       | Mercedes-Benz M 154 3.0L V12 Kompressor | C      |
| Daimler-Benz AG                                           | 26  | Manfred von Brauchitsch |       | Mercedes-Benz W 154       | Mercedes-Benz M 154 3.0L V12 Kompressor | C      |
| Daimler-Benz AG                                           | 28  | Hermann Lang            |       | Mercedes-Benz W 154       | Mercedes-Benz M 154 3.0L V12 Kompressor | C      |
| Daimler-Benz AG                                           |     | Richard Seaman          | RES   |                           |                                         | C      |
| Écurie Bleue                                              | 30  | René Dreyfus            | DNA h | Delahaye 145              | Delahaye 145 4.5L V12                   |        |
| Écurie Bleue                                              | 32  | Gianfranco Comotti      | DNA h | Delahaye 145              | Delahaye 145 4.5L V12                   |        |
| Écurie Bleue                                              | 34  | Fahrer nicht benannt    | DNA h | Delahaye 145              | Delahaye 145 4.5L V12                   |        |

## Startaufstellung
| 2                          |                       | 1                    |
| -------------------------- | --------------------- | -------------------- |
| von Brauchitsch 2:40,7 min |                       | Lang 2:39,2 min      |
|                            | 3                     |                      |
|                            | Caracciola 2:41,9 min |                      |
| 5                          |                       | 4                    |
| Hasse 2:50,9 min           |                       | Kautz 2:43,0 min     |
|                            | 6                     |                      |
|                            | Carrière 2:57,0 min   |                      |
| 8                          |                       | 7                    |
| Chaboud                    |                       | Étancelin 3:00,7 min |
|                            | 9                     |                      |
|                            | Wimille               |                      |

## Rennergebnis
| Pos. | Nr. | Fahrer                  | Konstrukteur  | Runden | Zeit         | Ausfallgrund        | EM-Punkte |
| ---- | --- | ----------------------- | ------------- | ------ | ------------ | ------------------- | --------- |
| 1    | 26  | Manfred von Brauchitsch | Mercedes-Benz | 64     | 3:04:38,5 h  |                     | 1         |
| 2    | 24  | Rudolf Caracciola       | Mercedes-Benz | 64     | + 1:40,8 min |                     | 2         |
| 3    | 28  | Hermann Lang            | Mercedes-Benz | 63     | + 01 Runde   |                     | 3         |
| 4    | 04  | René Carrière           | Talbot        | 54     | + 10 Runden  |                     | 4         |
| DNF  | 02  | Philippe Étancelin      | Talbot        | 38     |              | Motor               | 5         |
| DNF  | 10  | Eugène Chaboud          | SEFAC         | 2      |              | Mechanik            | 7         |
| DNF  | 16  | Christian Kautz         | Auto Union    | 0      |              | Unfall, Hinterachse | 7         |
| DNF  | 22  | Jean-Pierre Wimille     | Bugatti       | 0      |              | Ölleitung           | 7         |
| DNF  | 18  | Rudolf Hasse            | Auto Union    | 0      |              | Unfall              | 7         |

Schnellste Rennrunde:  Hermann Lang (Mercedes-Benz), 2:45,1 min = 170,6 km/h